# Antoine-Louis Séguier

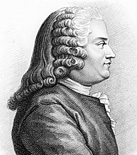
Antonio Luis Séguier (1726-1792)

Antoine-Louis Séguier (1 de diciembre de 1726 - 26 de enero de 1792) fue un magistrado y abogado francés nacido en París y fallecido en Tournai, Fue miembro de la Academia Francesa, electo para el asiento número 27 en 1757.

## Datos biográficos
Fue abogado del rey Luis XV de Francia en 1748, abogado general en el Gran Consejo de Francia en 1751, después en el Parlamento de París en 1755. Protegido de Luis XV, fue elegido miembro de la Academia Francesa en 1757, pero no dejó más que algunos discursos, memorias y requisitorias. Adversario de los filósofos del siglo de las luces (la Ilustración), a los que calificaba de pertenecer a una « secta impía y audaz» y a la cual acusaba de « falsa sabiduría». Fue recibido en la Confraternidad de los Penitentes blancos de Montpellier en 1772 de la que llegó a ser el prior en 1778. Emigró del país al principio de la revolución francesa, en 1790, muriendo en Bélgica  en 1792. Fue enterrado en la iglesia de Saint-Jacques en Tournai.

## Familia
El 29 de diciembre de 1767 se casó con Marguerite Henriette Vassal, hija de Jean Vassal, secretario del rey y receptor de finanzas del Languedoc. El matrimonio tuvo dos hijos:
- Antoine-Jean-Matthieu, barón Séguier, par de Francia
- Armand-Louis-Maurice, barón Séguier, subteniente en los dragones de  Lorraine, cónsul en Patna (en el río Ganges en India), entre otros cargos diplomáticos.[3]